# Canta (EP)
Canta (auch unter dem Titel Freddy – Canta veröffentlicht) ist das 15. Extended-Play-Album des österreichischen Schlagersängers Freddy Quinn, das 1961 im Musiklabel Polydor (Nummer 21 569 EPH) erschien. Die beiden unterschiedlichen Versionen weisen dieselben Lieder auf, jeweils mit vertauschter A- und B-Seite (d. h. die Lieder der A-Seite auf Freddy – Canta befinden sich auf der B-Seite von Canta und umgekehrt). Die Veröffentlichung geschah unter dem Tonträgerunternehmen Hispavox und der Rechtegesellschaft Bureau International de l’Edition Mecanique.

## Plattencover
Auf dem Plattencover von Freddy – Canta ist Freddy Quinn zu sehen, während er aus dem rückseitigen Fenster einer Straßenbahn mit Oberleitung schaut. Dieses Plattencover ist somit mit dem des Extended-Play-Albums Weit ist der Weg des Vorjahres ident. Bei der Version unter dem Namen Canta ist der barfuße Freddy Quinn zu sehen, der am Strand auf einem Holzzaun sitzend seine Gitarre spielt. Er trägt ein oranges Hemd und eine hellbraune Hose.

## Musik
Violão brasileiro (Original: La Guitarra Brasiliana) und Estrada Sem Fim (Original: Weit ist der Weg) wurden 1960 von Freddy Quinn erstveröffentlicht und von Günter Loose und Lotar Olias geschrieben. Bei beiden Liedern stammt die neue Version von António. La botella wurde von Freddy Quinn selbst geschrieben, auch dieses Lied veröffentlichte er erstmals 1960.

## Titelliste
Das Album beinhaltet unter dem Titel Freddy – Canta folgende vier Titel:
- Seite 1

1. La botella
2. Febre Do Samba

- Seite 2

1. Violão Brasileiro
2. Estrada Sem Fim

Unter dem Titel Canta sind folgende vier Titel auf dem Tonträger vorhanden:
- Seite 1

1. Violão Brasileiro
2. Estrada Sem Fim

- Seite 2

1. La botella
2. Febre Do Samba